# بيدراو
بيدراو (بالبرتغالية: Pedrão‏)؛ بلدية في ولاية باهيا في المنطقة الشمالية الشرقية من البرازيل.